# Rue de la Loge (Marseille)
 (signalé en mai 2025).
Si vous disposez d'ouvrages ou d'articles de référence ou si vous connaissez des sites web de qualité traitant du thème abordé ici, merci de compléter l'article en donnant les références utiles à sa vérifiabilité et en les liant à la section « Notes et références ».
- Archive Wikiwix
- Bing
- Cairn
- DuckDuckGo
- E. Universalis
- Gallica
- Google
- G. Books
- G. News
- G. Scholar
- Persée
- Qwant
- (zh) Baidu
- (ru) Yandex
- (wd) trouver des œuvres sur Wikidata

Pour les articles homonymes, voir Rue de la Loge.
La rue de la Loge est une voie du 2e arrondissement de la ville de Marseille

## Situation et accès
Située dans le quartier Hôtel-de-ville elle part de la rue Bonneterie, dans le prolongement de la rue Coutellerie, et rejoint l'avenue de Saint-Jean. Elle traverse les deux places situées de part et d'autre de l'Hôtel de ville, place Villeneuve-Bargemon et place Jules-Verne, ainsi que la rue Henri-Tasso qui monte vers la place de Lenche. Elle a la particularité de passer sous le pont reliant les deux bâtiments de l'Hôtel de ville (pavillon Puget et pavillon Bargemon).

## Origine du nom
Cette rue doit son nom à la présence dès la fin du Moyen Âge de la « loge des marchands » (corporation des négociants et armateurs, préconfiguration de la Chambre du commerce créée en 1650). Celle-ci occupait en particulier le rez-de-chaussée de l'Hôtel de ville, le pouvoir politique occupant le premier étage accessible seulement par une passerelle depuis le bâtiment voisin.

## Historique
La rue actuelle découle du plan proposé par André Leconte en 1948 dans le cadre du projet de reconstruction du Vieux-Port à la suite des destructions par l'occupant allemand en 1943. Elle reprend pour l'essentiel le parcours de l'ancienne rue du même nom disparue lors des destructions. Elle constitue un axe structurant pour l'ensemble du projet de reconstruction, séparant, comme c'était le cas avant-guerre, les immeubles du front de quai et les parties intérieures du quartier. André Leconte sera désaisi du projet en 1951 et c'est finalement Fernand Pouillon qui dirigera la conception des immeubles en front de quai (immeubles Pouillon).

## Bâtiments remarquables et lieux de mémoire
- L'Hôtel de ville avec son pont en arc reliant les pavillons Puget et Bargemon.
- L'arrière des cinq immeubles Pouillon.
- L'une des deux tours en U dessinées par une équipe d'architectes réunis autour de Gaston Castel au début du projet de reconstruction, avec son escalier montant vers la rue Caisserie.

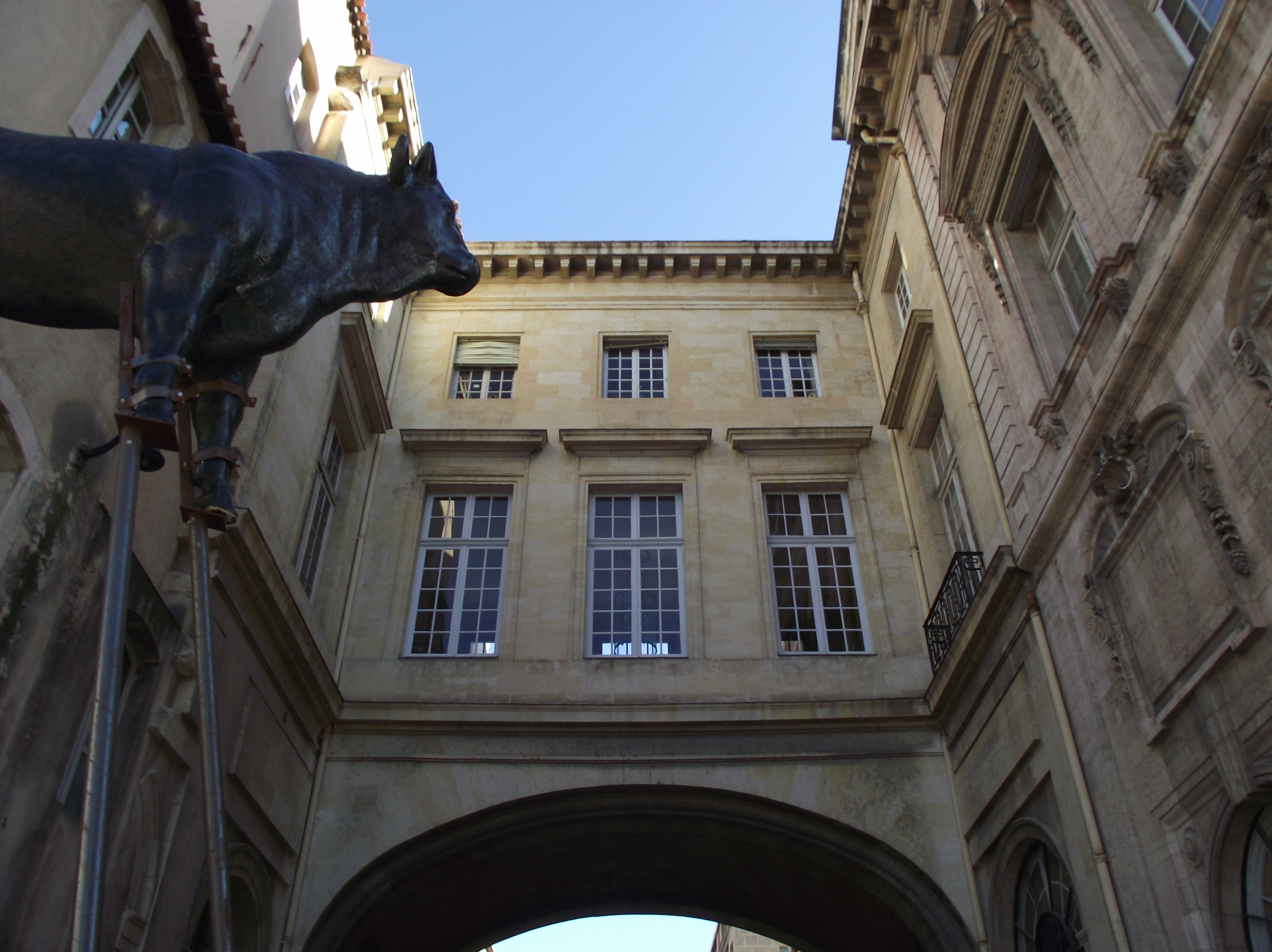
Pont de l'Hôtel de ville (et sculpture d'A.L. Barye durant Marseille-Provence 2013).
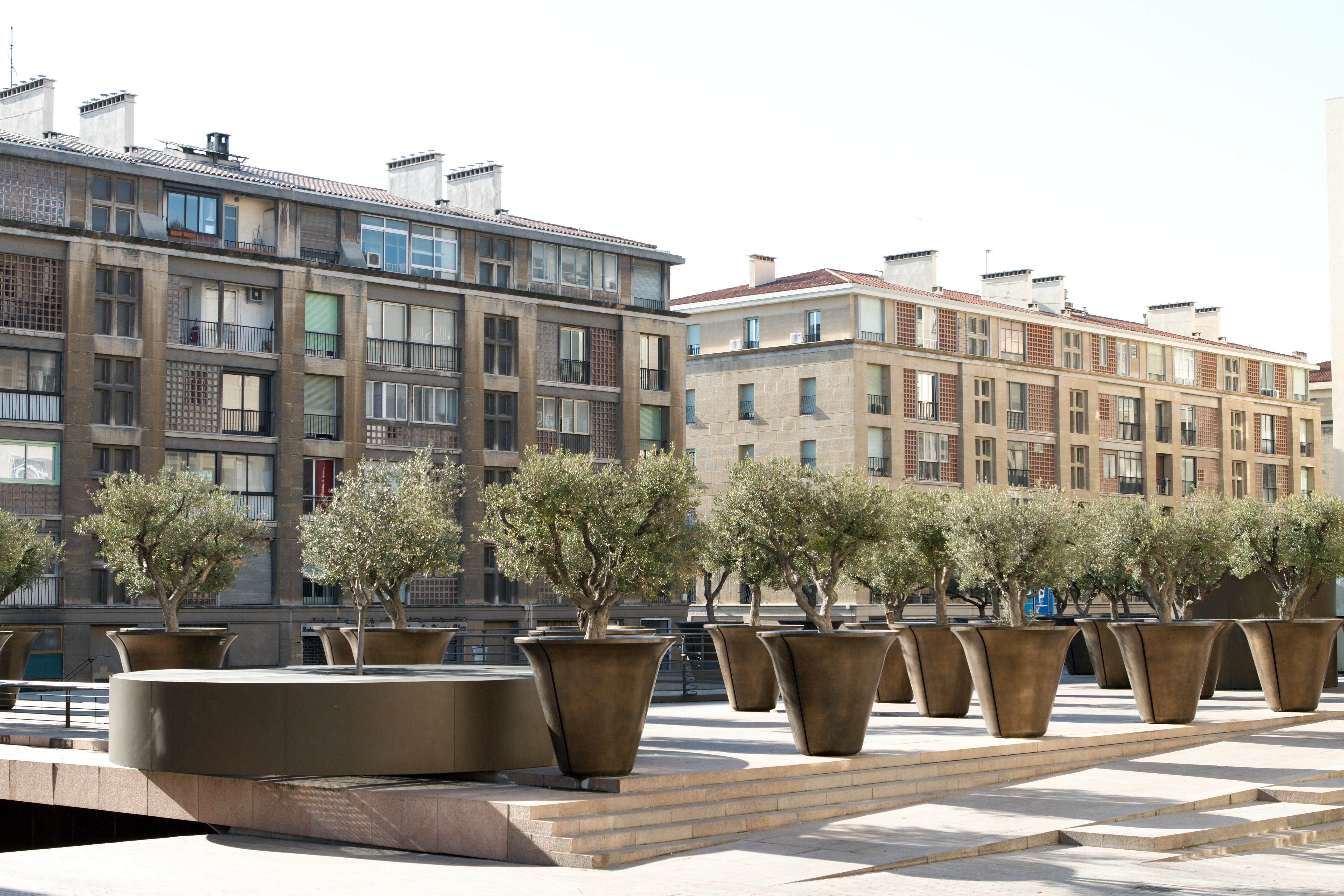
Façades arrières de deux immeubles Pouillon vues depuis la place Jules Verne.
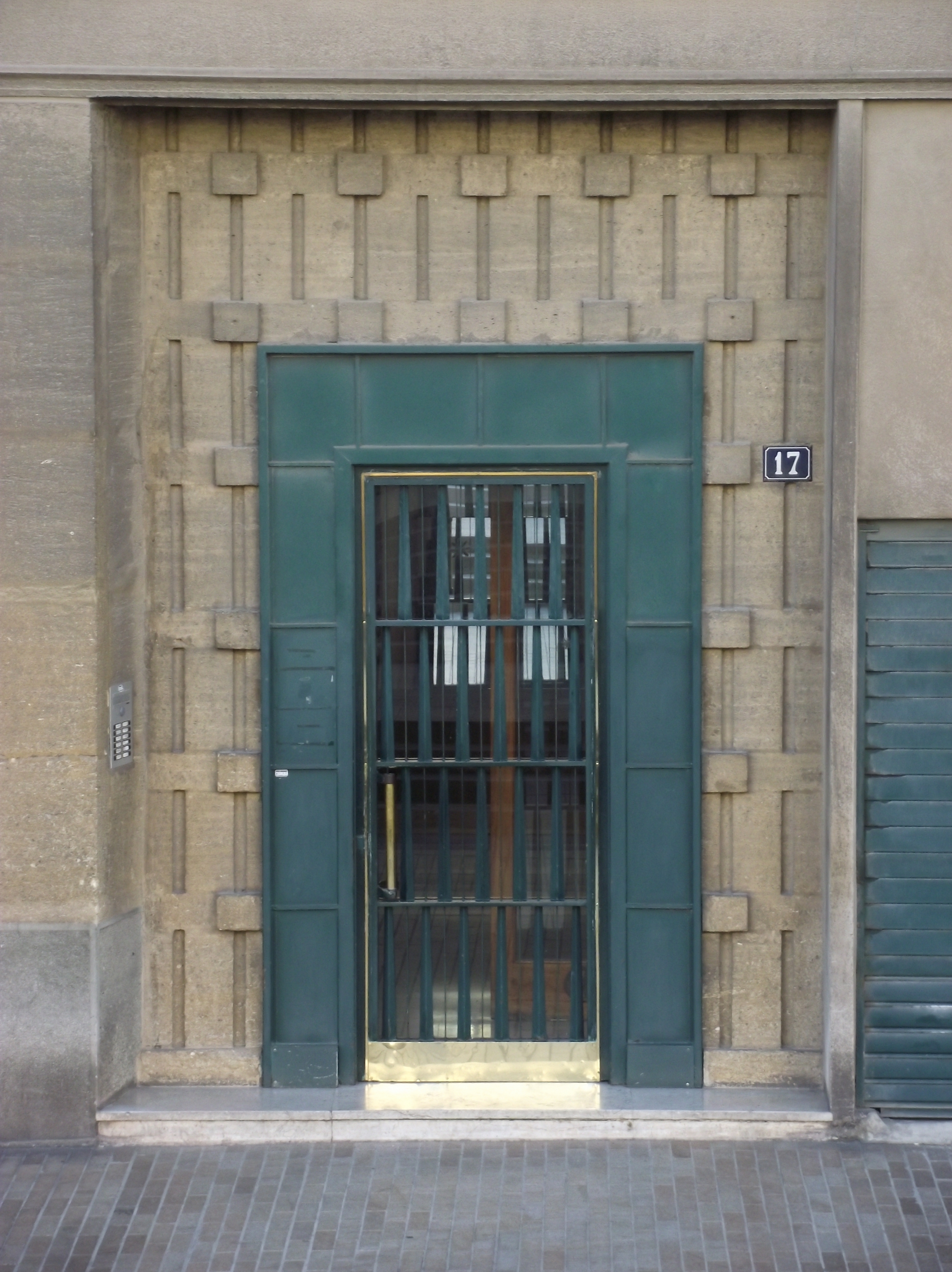
Porte d'un immeuble Pouillon.
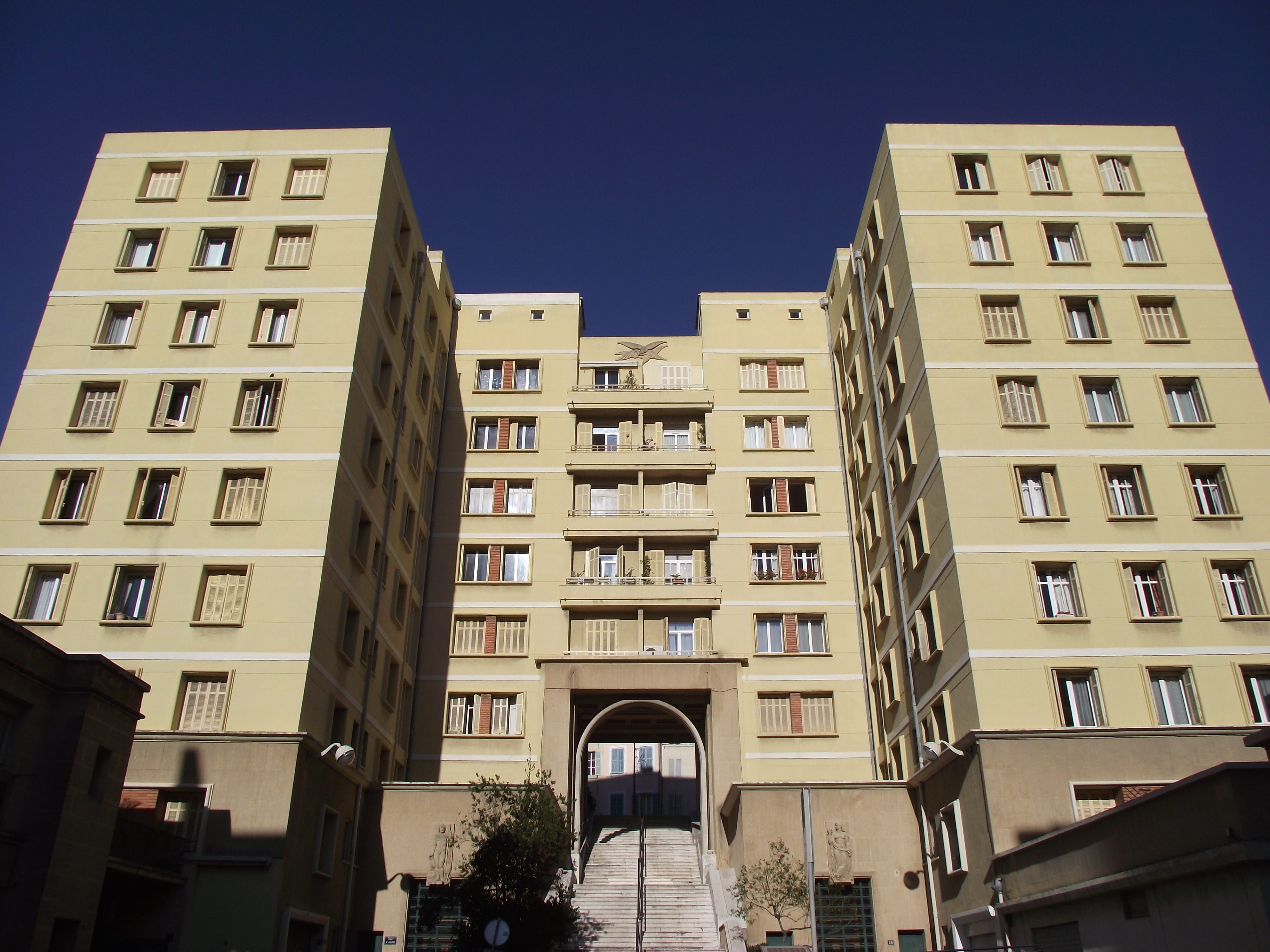
Tour en U de Gaston Castel.